# People of the Wind
People of the Wind (frei übersetzt: Menschen des Windes/Menschen im Wind) ist ein US-amerikanischer Dokumentarfilm von Anthony Howarth aus dem Jahr 1976, für und mit dem Howarth gemeinsam mit David Koff für den Oscar nominiert war.
Auf dem seinerzeitigen Filmplakat war zu lesen: „The most hazardous test of human endurance still undertaken year after year by an entire people.“ (frei übersetzt: Dies ist die gefährlichste Prüfung menschlicher Ausdauer, der sich noch immer Jahr für Jahr ein ganzes Volk stellt.)

## Inhalt
Die Wanderung der Bachtiaren ist eine der gefährlichsten Prüfungen menschlicher Belastbarkeit. Bei den Bachtiaren handelt es sich um ein Volk beziehungsweise einen Stamm im südwestlichen Iran. Die Bakhityari sind überwiegend Hirten, die ihr Vieh, hauptsächlich Schafe, von ihren küstennahen Winterquartieren über Berge zu den Sommerweiden treiben. Jedes Jahr kämpfen 500.000 Männer, Frauen und Kinder – sowie eine Million Tiere – acht zermürbende Wochen lang darum, das gewaltige Zagros-Gebirge im Iran zu erklimmen und zu bezwingen, einen Gebirgszug, der annähernd so hoch ist wie die Alpen und etwa so breit wie die Schweiz, circa 320 Kilometer reißender Flüsse und unpassierbarer Berge sind zu überqueren. Es gibt keine Städte, keine Straßen, keine Brücken und kein Zurück. Es geht darum, die Sommerweiden zu erreichen. Die Aufnahmen des Films entführen die Zuschauer auf die gefährlichen Steilhänge des Berges Zard-e Kuh-e Bakhtiari und in die eisigen Wasser des Flusses Cholbar.

## Produktionsnotizen, Hintergrund
Produziert wurde der Film von Carolyn Films.
Ein Stummfilm mit dem Titel Gras: A Nation’s Battle for Life von 1925, der von dem Dokumentarfilm Nanook of the North inspiriert wurde, handelt von derselben Reise, nur in umgekehrter Richtung.

## Rezeption

### Kritik
Die Los Angeles Times lobte: „A stunning saga of survival! Some of the scenes … habe a Biblical force and intensity. A Vast and visually elegant depiction of life.“ (frei übersetzt: Eine atemberaubende Überlebenssaga! Einige der Szenen … haben eine biblische Kraft und Intensität. Eine umfassende und visuell elegante Darstellung des Lebens.)
Bei Milestonefilms war zu lesen, dass die erstaunliche Breitbildfotografie und der brillant aufgenommene Soundtrack den Zuschauer auf die gefährlichen Abgründe des Zardeh-Kuh-Bergs und die eisigen Gewässer des Cholbar-Flusses entführten. Der Film sei ein erstaunliches, atemberaubendes Dokument der unglaublichsten Migration der Welt.
Auf der Seite Nitrate Online wurde festgestellt, dass Geduld bei Dokumentarfilmen eine Tugend sei, da das Kreativteam, das die Echtheit des Augenblicks einfangen möchte, auf den richtigen Moment warten und dann da sein müsse, um alles filmisch festzuhalten. Daran werde man schon früh in dem dramatischen und wunderschönen Film People of the Wind erinnert, wenn man sich die Herausforderungen vorstelle, denen sich Regisseur Anthony Howarth, Kameramann Mike Dodds und deren Team hätten stellen müssen, als sie sich abmühten, die erschütternde jährliche Wanderung der Bachtiaren durch das Zagros-Gebirge im Südwesten des Iran zu dokumentieren. Der einzige Misston des Films sei die Originalmusik von GT Moore und Coproduzent Shusha, ein geschäftiges, plumpes Fusions-Fiasko, das nicht zu dem ungeschminkten menschlichen Kampf passen würde, der gezeigt werde. Besser seien die regionalen  Lieder.

### Auszeichnungen (Auswahl)
Academy Awards 1977
- Nominiert für den Oscar Anthony Howarth und David Koff in der Kategorie „Bester Dokumentarfilm“

Golden Globes 1977
- Nominiert für den Golden Globe in der Kategorie „Bester Dokumentarfilm“